# Między Ziemią a Niebem
Między Ziemią a Niebem – cotygodniowy magazyn informacyjno-publicystyczny Redakcji Programów Katolickich TVP, nadawany od 2004 na antenach TVP 1 i TVP Polonia w niedzielę około 11:50. Na program składają się: transmisja modlitwy Anioł Pański (w okresie wielkanocnym Regina Coeli) z Watykanu, przegląd wydarzeń z życia Kościoła w Polsce i na świecie oraz dyskusje publicystyczne na tematy społeczne i religijne. Program ma charakter interaktywny (widzowie włączają się w dyskusję za pośrednictwem czatu).